# Rugby League World
Rugby League World, anciennement « Open Rugby » est un magazine de rugby à XIII britannique, mensuel. Il a été créé en mai 1976. D'autres magazines sont publiés par League Publications  comme Rugby Leaguer & League Express et l'annuel « Gillette Rugby League Yearbook », un site internet, Total Rugby League, en étant le prolongement sur internet. 
Il couvre également le rugby à XIII français, et est, pendant une grande partie des années 2000 et 2010, le seul mensuel national européen à le faire.
Il suspend sa publication en 2020, en raison de la pandémie de Covid 19.
Il la reprend  en janvier 2022 avec, pour la première fois de son histoire, une femme comme rédactrice-en-chef.

## Historique
Rugby League World est créé en mai 1976 sous le nom d'« Open Rugby », fondé par Harry Edgar. Il est publié sous le titre Open Rugby jusqu'en juillet 1998 lors de sa vente à League Publications. Graham Clay en devient son rédacteur en chef, le changement du titre en Rugby League World intervient en mars 1999.
Une éphémère édition a vu le jour en Australie pour sept éditions entre mars et septembre 2002. Depuis 2011, une application sur Apple et Android existe.
Comme l'indique le nom du magazine, world signifiant « monde » en anglais,  celui-ci ne s'intéresse pas seulement au XIII anglais, mais également à la pratique du rugby à XIII dans le monde, notamment en France, et au projet d'« expansion  » du sport dans le monde entier, comme par exemple en Afrique, en Amérique Latine.
En matière de publication, le magazine présente la particularité de paraitre à la fin du mois courant mais en « anticipation » du mois suivant : par exemple, le numéro du mois de mai est disponible dans les kiosques dès la dernière semaine du mois d'avril. 
Ses sélections de meilleurs joueurs de l'année (ou de l'histoire) sont particulièrement suivies par les médias anglophones, comme en 2018 avec la désignation de Mal Meninga  dans un XIII mondial.
Au mois d'avril 2020, le magazine annonce sa suspension, en raison de la crise du Covid 19. Mais il reprend sa diffusion en janvier 2022 avec, pour la première fois de son histoire, une femme à sa tête.

## Liste des rédacteurs en chef
'Open Rugby'
- Harry Edgar - mai 1976 à juillet 1998
- Graham Clay - août 1998 à février 1999

Rugby League World
- Graham Clay - mars 1999 à février 2002
- Tony Hannan - mars 2002 à mars 2004
- Tim Butcher - avril 2004 à mars 2007
- Richard de la Riviere - avril 2007 à janvier 2010
- John Drake - février 2010 à mars 2013
- Gareth Walker - mars 2013 à mars 2015
- Joe Whitley - mars 2015 à août 2016 (période marquée par l'interruption de la publication de la rubrique « Treiziste Diary »)
- John Drake - août 2016 à février 2018
- Doug Thomson - février 2018 à juin 2018 (période marquée par l'interruption de la publication de la rubrique « Treiziste Diary »)
- Matthew Shaw - juillet 2018 à septembre 2019
- Alex Davis octobre 2019[5]- avril 2020
- Lorraine Madsen - janvier 2022

## Couverture du rugby à XIII français
Le mensuel couvre régulièrement le rugby à XIII français. Il y consacre en effet  une double page permanente  « Treiziste Diary » (l'« agenda du treiziste » en français) , rédigée en 2018 par Peter Bird. Elle traite du rugby à XIII français, de ses championnats, de son développement, et de ses acteurs en proposant notamment des interviews de Présidents ou de managers de clubs français . Fin 2019, la rubrique est rédigée, pour la première fois dans l'histoire du magazine, par un français.  
En l'absence de revue française « papier » (sauf au cours d'une brève période à la fin des années 2010), Rugby League World est le seul magazine mensuel national « papier » à parler de manière complète, professionnelle, et régulière du rugby à XIII hexagonal, à l'exclusion de Midi Olympique qui n'y consacre cependant qu'une demi page, sur un rythme hebdomadaire. 
Il fut par le passé un relai médiatique important de l'anglais Mike Rylance , collaborateur régulier du magazine et professeur de français à Wakefield ,  et de son ouvrage « Le Rugby Interdit: L'histoire Occultée Du Rugby a XIII En France », ouvrage paru aussi bien au Royaume-Uni qu'en France.